# Городище (пам'ятка природи, Глибоцький район)
Городи́ще — комплексна пам'ятка природи місцевого значення в Україні. Розташована в межах Глибоцького району Чернівецької області, на захід від села Петричанка. 
Площа 10,6 га. Статус присвоєно згідно з рішенням 7-ї сесії обласної ради V скликання від 16.10.2006 року № 105-7/06. Перебуває у віданні ДП «Сторожинецький лісгосп» (Верхньопетрівецьке лісництво, кв.  1, вид.  33-35; кв.  5, вид. 4, 6; кв. 6, вид. 1). 
Статус присвоєно для збереження археологічної пам'ятки голіградської культури, а також слов'янського поселення ІХ-Х ст. Складається з трьох ділянок, розташованих серед лісового масиву з насадженнями бука.